# 툴라 프랴니크
툴라 프랴니크(Тула+пряник, 러시아어: Тульский пряник 툴스키 프랴니크[*])는 러시아 툴라 지역의 프랴니크이다.

## 같이 보기
- 진저브레드
- 토룬 피에르니크